# Рист, Иоганн
Иоганн Рист (8 марта 1607, Оттенсен (ныне часть Гамбурга) — 31 августа 1667, Ведель (Гольштейн)) — германский поэт, драматург, педагог, издатель, лютеранский пастор.

## Биография
Иоганн Рист родился в семье лютеранского пастора. Начальное образование получил от отца, затем учился в гамбургском Йоханнеуме и гимназии в Бремене. После окончания гимназии поступил в Ринтельнский университет изучать богословие, в 1626 году перешёл в Ростокский университет, после окончания обучения вернувшись в Гамбург; уже в то время начал писать стихи и пьесы. В 1633 году стал домашним учителем в семье в Хайде, в 1635 году получил место пастора в Веделе недалеко от Гамбурга, находившемся тогда под контролем датчан, и женился на своей невесте, в браке с ней имел пять детей, двое из которых умерли после рождения. В 1653 году получил от императора Фердинанда III личное дворянство, а за девять лет до этого, в 1644 году, — венок поэта-лауреата. В 1658 году потерял всё имущество в результате грабежей в ходе Датско-шведской войны и был вынужден бежать в Гамбург. В 1662 году умерла его жена, два года спустя он женился на вдове своего друга. Скончался в Веделе.
Творчество Риста было представлено церковными гимнами, стихотворениями как духовного, так и светского содержания, пьесами. В XIX веке он оценивался как крупнейший германский протестантский поэт XVII века. Вокруг него группировались поэтические кружки «Fruchtbringende Gesellschaft» и «Hirten- und Blumenorden». В 1660 году Рист основал поэтическое общество «Elbschwanenorden». Одна из его молитв «О Ewigkeit, du Donnerwort» исполнялась в лютеранских церквях спустя столетия после его смерти. Издал несколько сборников духовных и светских стихотворений: «Musa Teutonica» (1634), «Poetischer Lust-Garten» (1638), «Himmlische Lieder» (1643), «Passionsandachten» (1648 и 1654), «Sabbathische Seelenlust» (1651), «Neuer teutscher Parnass» (1652) и так далее. Из немногих напечатанных драм Риста наиболее известны: «Das friedewünschende Teutschland» (1647) и «Das friedejauchzende Teutschland» (1653); обе пьесы были вновь изданы в 1864 году, а в 1885 году вышли «Johann Rist’s Dichtungen». Более сотни стихов Риста были положены на музыку его другом, кантором Михаэлем Якоби.
C 1663 по 1667 годы Рист издавал Erbauliche Monaths Unterredungen («Ежемесячные поучительные дискуссии») —  периодическое издание, которое считают первым журналом.
Написанный Ристом в 1641/1642 гг. гимн «Ein trauriger Grabgesang» примечателен тем, что в нём, впервые для известных произведений немецкой культуры в явно теистическом, протестантско-христианском контексте, употреблена фраза «Бог мертв»:
O große Not!

Gott selbst ligt tot,

Am Kreuz ist er gestorben.